# بیگ بیت
بیگ بیت (به انگلیسی: Big beat) یک سبک موسیقی است که به‌طور معمول از ضرب‌های شکسته سنگین و الگوها و صداهای تکرار شونده ساخته شده توسط سینث‌سایزر مشترک با سبک‌های تکنو و اسید هاوس تشکیل شده‌است.
اصطلاح بیگ بیت از اواسط دههٔ ۱۹۹۰ توسط مطبوعات موسیقی بریتانیا برای توضیح آثار هنرمندانی همچون د پرادیجی، کات لا روک، فتبوی اسلیم، کمیکال برادرز، گروو آرمادا، کریستال متود و پراپلرهدز به کار برده شده‌است.